# Talby båtsmanstorp
Talby båtsmanstorp, var ett av tre båtsmanstorp i Salems socken, Stockholms län. Torpet låg i de östra delarna av Salems kommun i Talby (senare Ormsätra) rote.
Under indelningsverkets tid skulle Salem socken hålla båtsmän för sjö och kustförsvaret. De tre båtsmännen var fördelade på tre olika rotar. Båtsmännen i Salem hörde alla till Stockholms station, Södermanlands 1.båtsmanskompani, med soldatnumren 99 (Tegellöt), 100 (Hundra) och 101 (Talby båtmanstorp). Gårdarna inom en rote skulle själva skaffa en båtsman och underhålla denne med torp och extra stöd, t.ex. båtsmannens beklädnad, tillgång till åker och ängsmark, uthusbyggnader till djuren, osv.
Soldat nummer 101, skulle anta soldatnamnet Rask. Den sista båtsmannen hette emellertid Sundström.
Båtsmanstorpet var en s.k. sidokammarstuga, där större delen av torpet bestod av en vardagsstuga med eldstad. Från vardagsstugan fanns en dörr som ledde in i en liten kammare. och  av typen enkelstuga och innehöll en ett stort rum (”storstuga”) med den öppna spisen. I anslutning till det stora rummet fanns en liten kammare.
Talby båtsmanstorpet  nr 101 revs 1937. Husgrunderna är markerade med en skylt från Salems hembygdsförening.